# Lexatumumab
Il lexatumumab  o ETR2-ST01 è un anticorpo monoclonale di tipo umano, che viene studiato per il trattamento di forme di tumore.
Esso è stato sviluppato dalla Human Genome Sciences.
Il farmaco agisce sull'antigene TRAIL-R2.

### Lexatumumab
- (EN) Iqbal S. Grewal, Therapeutic targets of the TNF superfamily, Springer, 2009,  pp. 201–, ISBN 978-0-387-89519-2.

- (EN) Holger Kalthoff, Death Receptors and Cognate Ligands in Cancer, Springer, 1º settembre 2009,  pp. 134–, ISBN 978-3-642-03044-4.
- (EN) M. A. Hayat, Methods of Cancer Diagnosis, Therapy, and Prognosis: General Overviews, Head and Neck Cancer and Thyroid Cancer, Springer, 15 febbraio 2010,  pp. 149–, ISBN 978-90-481-3185-3.
- (EN) Robert O. Dillman, Principles of Cancer Biotherapy, Springer, July 2009,  pp. 371–, ISBN 978-90-481-2277-6.